# Mindanaocettia
Mindanaocettia (Phyllergates heterolaemus) är en fågel i familjen cettisångare inom ordningen tättingar.

## Utseende och läte
Mindanaocettian är en liten, långnäbbad och långstjärtad tätting. Den har olivgrön ovansida, gul buk, rostfärgat huvud och ljusbeige på strupe och bröst. Ungfågeln har hela huvudet olivgrönt. Den liknar i både form och beteende skräddarfåglar (Orthotomus), men skiljer sig genom den gula buken och det rostfärgade huvudet. Sången består av mycket korta och vål åtskilda fraser med rätt långa pipiga toner.

## Utbredning och systematik
Fågeln förekommer i bergstrakter på Mindanao i södra Filippinerna. Den behandlas som monotypisk, det vill säga att den inte delas in i några underarter. Vissa behandlar mindanaocettian som underart till bergcettia.

### Familjetillhörighet
Mindanaocettia och bergcettia (P. cucullatus) placerades tidigare bland skräddarfåglarna i släktet Orthotomus i familjen cistikolor men genetiska studier visar att de trots påfallande likheter överraskande nog inte alls är nära släkt med dem utan istället med cettior i släktena Horornis, Tickellia och Abroscopus.

## Status
Trots det begränsade utbredningsområdet och det faktum att den minskar i antal anses beståndet vara livskraftigt av internationella naturvårdsunionen IUCN. 